# Copa catalana de futbol americà
La Copa catalana de futbol americà, anomenada originalment com Supercopa catalana de futbol americà, és una competició esportiva catalana de futbol americà, creada l'any 1989. De caràcter anual, és organitzada per la Federació Catalana de Futbol Americà. Hi participen els equips catalans de futbol americà que disputen una fase en format d'eliminatòria directa, disputant una final en una seu neutral.
És la segona competició de futbol americà creada a l'Estat espanyol després de la Lliga catalana. Hi van participar els equips pioners d'aquest esport a Catalunya: Barcelona Bóxers, primer campió de la competició, Poblenou Búfals, l'Hospitalet Pioners i Badalona Dracs, juntament amb dos equips creats recentment aquell mateix any, els Broncos de Sants i els Voltors de Palma. Davant de l'èxit i el creixent interès, la següent temporada la competició va obrir-se a clubs de fora del Principat com els Osos de Madrid, que van arribar a la final de la Supercopa el 1990. Tanmateix, al llarg de la seva història, diferents edicions no ha pogut celebrar-se com el 2004 i el 2018. Després de la reestructuració de les competicions estatals, només hi participen els clubs catalans.
Els dominadors històrics de la competició són els Badalona Dracs amb tretze títols, dotze de forma consecutiva entre 2010 i 2023, i els Pioners de l'Hospitalet amb vuit.

## Historial
| En negreta = Equip guanyador (1) = Nombre de títols |

| Edició                          | Data       | Campió                                                     | Resultat                                                   | Finalista                                                  | Seu                                                        | MVP Final                                                  | refs   |
| ------------------------------- | ---------- | ---------------------------------------------------------- | ---------------------------------------------------------- | ---------------------------------------------------------- | ---------------------------------------------------------- | ---------------------------------------------------------- | ------ |
| I                               | 03-06-1989 | Barcelona Boxers (1)                                       | 40-6                                                       | Badalona Dracs                                             | Nova Creu Alta, Sabadell                                   | John Robert White (BOX)                                    | [ 2 ]  |
| II                              | 03-06-1990 | Barcelona Boxers (2)                                       | 28-14                                                      | Osos Madrid                                                | Estadi Olímpic, Barcelona                                  | Tom McConell (BOX)                                         | [ 3 ]  |
| no es disputà entre 1991 i 1992 |            |                                                            |                                                            |                                                            |                                                            |                                                            |        |
| III                             | 27-06-1993 | Barcelona Howlers (1)                                      | 28-10                                                      | Sant Just Trons                                            | Complex Esportiu Hospitalet Nord                           |                                                            |        |
| IV                              | 04-12-1994 | Barcelona Boxers (3)                                       | 12-6                                                       | L'Hospitalet Pioners                                       | Complex Esportiu Hospitalet Nord                           | Xavier Pascuet Jr (BOX)                                    |        |
| V                               | 17-12-1995 | Barcelona Búfals (1)                                       | 10-6                                                       | Vilafranca Eagles                                          | Can Salvi, Sant Andreu de la Barca                         | Oscar Acedo (BUF)                                          |        |
| VI                              | 22-12-1996 | Vilafranca Eagles (1)                                      | 14-0                                                       | Barcelona Búfals                                           | Can Salvi, Sant Andreu de la Barca                         | Móises Manso (EAG)                                         |        |
| VII                             | 04-04-1998 | L'Hospitalet Pioners (1)                                   | 42-13                                                      | Granollers Fènix                                           | Pistes d'Atletisme, Granollers                             | Fernando Llinás (PIO)                                      |        |
| VIII                            | 08-11-1998 | Reus Imperials (1)                                         | 20-14                                                      | Badalona Dracs                                             | Camp Nou Municipal, Reus                                   | Oscar Rodríguez (IMP)                                      |        |
| IX                              | 19-12-1999 | Reus Imperials (2)                                         | 33-14                                                      | Badalona Dracs                                             | Can Zam, Santa Coloma de Gramenet                          | Vicenç Rodríguez (IMP)                                     |        |
| X                               | 29-12-2000 | Barcelona Uroloki (1)                                      | 12-0                                                       | Granollers Fènix                                           | Pistes d'Atletisme, Granollers                             | Marc Solà (URO)                                            |        |
| XI                              | 15-12-2001 | L'Hospitalet Pioners (2)                                   | 12-7                                                       | Argentona Bocs                                             | Estadi Joan Serrahima, Barcelona                           | David Pascual (PIO)                                        |        |
| XII                             | 15-12-2002 | Argentona Bocs (1)                                         | 14-0                                                       | Barcelona Uroloki                                          | Estadi Joan Serrahima, Barcelona                           | Ferran Pallarolas (BOC)                                    |        |
| XIII                            | 30-11-2003 | Badalona Dracs (1)                                         | 21-2                                                       | L'Hospitalet Pioners                                       | Camp Municipal de Montigalà, Badalona                      | Jordi Soler (DRA)                                          |        |
| no es disputà el 2004           |            |                                                            |                                                            |                                                            |                                                            |                                                            |        |
| XIV                             | 08-01-2005 | L'Hospitalet Pioners (3)                                   | 30-0                                                       | Barcelona Búfals                                           | Estadi Joan Serrahima, Barcelona                           | Edu Torrecillas (PIO)                                      |        |
| XV                              | 14-01-2006 | L'Hospitalet Pioners (4)                                   | 17-0                                                       | Badalona Dracs                                             | Camp Municipal de Montigalà, Badalona                      | Sergio Vélez (PIO)                                         |        |
| XVI                             | 13-01-2007 | L'Hospitalet Pioners (5)                                   | 21-0                                                       | Barcelona Búfals                                           | Estadi Joan Serrahima, Barcelona                           | Hugo Solo (PIO)                                            |        |
| XVII                            | 18-11-2007 | L'Hospitalet Pioners (6)                                   | 35-14                                                      | Badalona Dracs                                             | Complex Esportiu Hospitalet Nord                           | Marc Solà (PIO)                                            |        |
| XVIII                           | 13-12-2008 | L'Hospitalet Pioners (7)                                   | 21-17                                                      | Badalona Dracs                                             | Estadi Joan Serrahima, Barcelona                           | Ramon Figueroa (PIO)                                       |        |
| XIX                             | 20-12-2009 | L'Hospitalet Pioners (8)                                   | 41-10                                                      | Barcelona Búfals                                           | Can Jofresa, Terrassa                                      | Alexei Cusnir (PIO)                                        |        |
| XX                              | 19-12-2010 | Badalona Dracs (2)                                         | 25-16                                                      | L'Hospitalet Pioners                                       | Estadi Joan Serrahima, Barcelona                           | Ferran Llinas (DRA)                                        |        |
| XXI                             | 17-12-2011 | Badalona Dracs (3)                                         | 23-17                                                      | L'Hospitalet Pioners                                       | Zona Esportiva Municipal, Santa Cristina d'Aro             | J.C. Bartra (DRA)                                          |        |
| XXII                            | 16-12-2012 | Badalona Dracs (4)                                         | 40-17                                                      | Barberà Rookies                                            | Can Llobet, Barberà del Vallès                             | Ruben Beltrán (DRA)                                        |        |
| XXIII                           | 01-12-2013 | Badalona Dracs (5)                                         | 12-6                                                       | Barberà Rookies                                            | Can Llobet, Barberà del Vallès                             | Cesar Brugnani (DRA)                                       |        |
| XXIV                            | 13-12-2014 | Badalona Dracs (6)                                         | 47-0                                                       | Barcelona Búfals                                           | Parc de la Catalana, Barcelona                             | J.C. Bartra (DRA)                                          |        |
| XXV                             | 20-12-2015 | Badalona Dracs (7)                                         | 51-0                                                       | L'Hospitalet Pioners                                       | Badalona Sud, Badalona                                     | J.C. Bartra (DRA)                                          | [ 5 ]  |
| XXVI                            | 18-12-2016 | Badalona Dracs (8)                                         | 33-12                                                      | L'Hospitalet Pioners                                       | Badalona Sud, Badalona                                     | Sergi Gonzalo (DRA)                                        | [ 6 ]  |
| XXVII                           | 02-12-2017 | Badalona Dracs (9)                                         | 35-7                                                       | L'Hospitalet Pioners                                       | Estadi Joan Serrahima, Barcelona                           | Javier Fernández (DRA)                                     |        |
| no es disputà el 2018           |            |                                                            |                                                            |                                                            |                                                            |                                                            |        |
| XXVIII                          | 17-11-2019 | Badalona Dracs (10)                                        | 29-13                                                      | L'Hospitalet Pioners                                       | Estadi Joan Serrahima, Barcelona                           | Guillem Garcia (DRA)                                       | [ 7 ]  |
| ―                               | 2020       | Edició cancel·lada pel risc públic de contagi del COVID-19 | Edició cancel·lada pel risc públic de contagi del COVID-19 | Edició cancel·lada pel risc públic de contagi del COVID-19 | Edició cancel·lada pel risc públic de contagi del COVID-19 | Edició cancel·lada pel risc públic de contagi del COVID-19 | [ 8 ]  |
| XXIX                            | 12-12-2021 | Badalona Dracs (11)                                        | 46-0                                                       | Terrassa Reds                                              | Camp Municipal de Montigalà, Badalona                      | Javi Fernández (DRA)                                       |        |
| XXX                             | 19-11-2022 | Badalona Dracs (12)                                        | 27-0                                                       | L'Hospitalet Pioners                                       | Complex Esportiu Hospitalet Nord                           | Pol Singleton (DRA)                                        | [ 9 ]  |
| XXXI                            | 02-12-2023 | Badalona Dracs (13)                                        | 17-0                                                       | L'Hospitalet Pioners                                       | Camp Municipal de Montigalà, Badalona                      | Eric Ladero (DRA)                                          | [ 10 ] |

## Palmarès
| Equip                   | Campió | Subcampió | Finals | Anys campió                                                                  | Anys subcampió                                             |
| ----------------------- | ------ | --------- | ------ | ---------------------------------------------------------------------------- | ---------------------------------------------------------- |
| Badalona Dracs          | 13     | 6         | 19     | 2003, 2010, 2011, 2012, 2013, 2014, 2015, 2016, 2017, 2019, 2021, 2022, 2023 | 1989, 1998, 1999, 2006, 2007, 2008                         |
| Pioners de l'Hospitalet | 8      | 9         | 17     | 1998, 2001, 2005, 2006, 2007, 2007 2008, 2009                                | 1994, 2003, 2010, 2011, 2015, 2016, 2017, 2019, 2022, 2023 |
| Barcelona Boxers        | 3      | 0         | 3      | 1989, 1990, 1994                                                             | —                                                          |
| Reus Imperials          | 2      | 0         | 2      | 1998, 1999                                                                   | —                                                          |
| Barcelona Búfals        | 1      | 5         | 6      | 1989                                                                         | 1996, 2005, 2007, 2009, 2014                               |
| Vilafranca Eagles       | 1      | 1         | 2      | 1996                                                                         | 1995                                                       |
| Barcelona Uroloki       | 1      | 1         | 2      | 2000                                                                         | 2002                                                       |
| Argentona Bocs          | 1      | 1         | 2      | 2002                                                                         | 2001                                                       |
| Barcelona Howlers       | 1      | 0         | 1      | 1993                                                                         | —                                                          |
| Granollers Fènix        | 0      | 2         | 2      | —                                                                            | 1998, 2000                                                 |
| Barberà Rookies         | 0      | 2         | 2      | —                                                                            | 2012, 2013                                                 |
| Osos Madrid             | 0      | 1         | 1      | —                                                                            | 1990                                                       |
| Sant Just Trons         | 0      | 1         | 1      | —                                                                            | 1993                                                       |
| Terrassa Reds           | 0      | 1         | 1      | —                                                                            | 2021                                                       |

1. ↑  Degut al canvi de dates de la competició, el 2007 va celebrar-se dues finals de la Copa Catalana, al gener i desembre. Tanmateix corresponen a dues temporades diferents.